# Marcin Wojtowicz

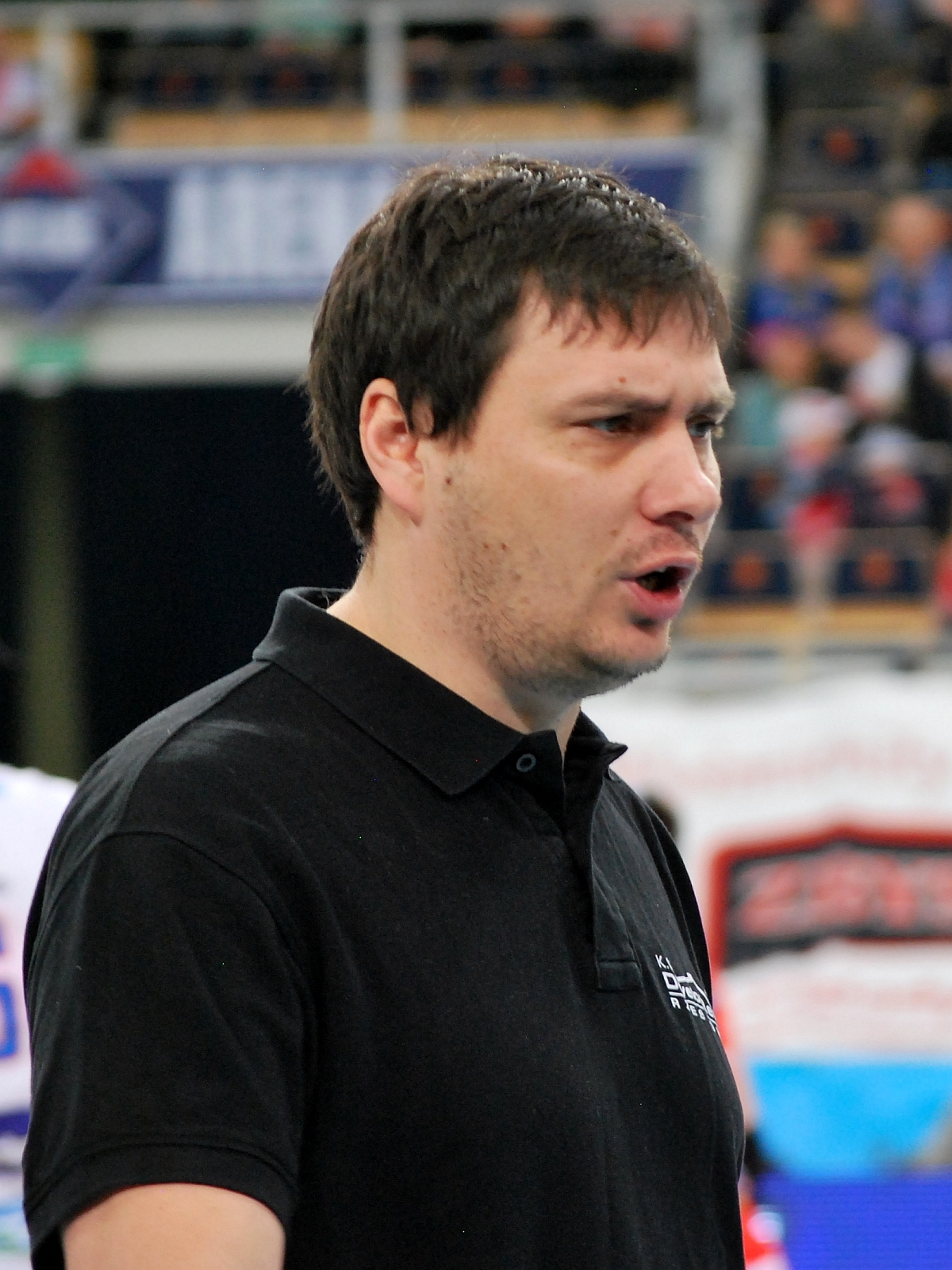
Marcin Wojtowicz trenerem KS DevelopResu Rzeszów

Marcin Wojtowicz (ur. 4 marca 1978 w Krakowie) − polski trener siatkówki.
Jego żoną jest siatkarka Justyna Sosnowska.
W latach 1997–2001 studiował na Akademii Wychowania Fizycznego im. Bronisława Czecha w Krakowie, gdzie został magistrem. Od 2015 roku jest instruktorem żeglarstwa PZŻ. Ukończył kurs nurkowania, ratownika wodnego i instruktora pływania.

## Kariera
Marcin Wojtowicz pochodzi z Suchej Beskidzkiej, gdzie uprawiał siatkówkę i piłkę ręczną, co kontynuował później w AZS AWF Kraków. Studiując w krakowskiej Akademii Wychowania Fizycznego, której jest absolwentem, zdobył też uprawnienia trenera siatkówki. Pracę w tym zawodzie podjął w MKS Muszynianka Muszyna, gdzie w latach 2002-2009 prowadził drużyny we wszystkich kategoriach wiekowych. Od grup naborowych po juniorki oraz zespół III-ligowych rezerw.
Ponadto w sezonach 2006/2007, 2007/2008 i 2008/2009 był statystykiem ekstraklasowej MKS Muszynianki Fakro Muszyna. Później został trenerem II-ligowej Sparty Warszawa, jednak niedługo później stołeczny klub wykupił miejsce w I lidze od Budowlanych Toruń i ostatecznie Wojtowicz prowadził zespół w wyższej klasie oraz w rozgrywkach juniorek. Tuż po sezonie, zakończonym utrzymaniem w I lidze oraz srebrnym medalem mistrzostw Polski juniorek, rozwiązał kontrakt ze Spartą. Został trenerem w Szkole Mistrzostwa Sportowego PZPS w Sosnowcu oraz II trenerem, u boku Grzegorza Kosatki w reprezentacji Polski juniorek, która w lipcu zajęła 9 miejsce w mistrzostwach świata. W następnym miesiącu pełnił tę samą funkcję w reprezentacji narodowej kadetek (4. na mistrzostwach świata). Od stycznia 2011 roku I trener AGH Galeco Wisły Kraków. Po pół roku pracy zespół wywalczył awans do I ligi z trzeciego miejsca po rundzie zasadniczej. W sezonie 2012/2013 jako beniaminek zajął 6 miejsce w I lidze.
W 2013 objął posadę trenera w KS DevelopRes Rzeszów i wraz z tą drużyną uplasował się na 2 miejscu po sezonie zasadniczym. W półfinale play off rzeszowianki przegrały z KHS Karpatami Krosno zajmując ostatecznie trzecie miejsce, gwarantujące udział w Turnieju Kwalifikacyjnym do Orlen Ligi. W rozgrywanym w Bydgoszczy turnieju zespół z Rzeszowa zajął drugie miejsce, wywalczając sobie awans do elity. Po awansie w lutym 2015 Wojtowicz, z powodów osobistych, zrezygnował z funkcji trenera KS DevelopRes Rzeszów.
Jeszcze w sezonie 2014/2015 związał się ponownie z drużyną Polskiego Cukru Muszynianki Muszyna, gdzie pełnił rolę asystenta a od sezonu 2017/2018 pełnił rolę drugiego trenera tej drużyny.
Po trzech latach spędzonych w Muszynie, podjął pracę w klubie Joker Mekro Energoremont Świecie. W pierwszym roku pracy w Jokerze zdobył Mistrzostwo I Ligi, oraz tytuł Trenera Roku w powiecie świeckim. Klub z powodów finansowych nie skorzystał z prawa do gry w najwyższej klasie rozgrywkowej. W kolejnym sezonie, prowadzony przez niego Joker Świecie, ponownie zdobył Mistrzostwo I Ligi i ponownie wywalczył awans do Tauron Ligi Kobiet. Zespół prowadził do grudnia 2020, następnie nastąpiło rozwiązanie umowy za porozumieniem stron.
W maju 2021 roku obejmuje posadę zespołu Roleski Grupa Azoty PWSZ Tarnów, z którą zajmuje pierwsze miejsce po fazie zasadniczej. W play off, dowodzona przez niego drużyna wygrywa kolejno z ekipami Karpat Krosno, Sorella Częstochowianki Częstochowa oraz KPSK Stal Mielec i wywalcza awans do elity.
Sezon 2022-2023, prowadzona przez Marcina Wojtowicza, Roleski Grupa Azoty ANS Tarnów kończy na 11 miejscu i utrzymuje się w Tauron Lidze jako beniaminek.

## Kluby i sukcesy
| Lata                      | Klub/Reprezentacja                           | Funkcja          | Osiągnięcie                 | Trofeum/miejsce | Sezon/Rok            |
| ------------------------- | -------------------------------------------- | ---------------- | --------------------------- | --------------- | -------------------- |
| 2002–2009                 | MKS Muszynianka Muszyna (kadetki / juniorki) | I trener         |                             |                 |                      |
| 2006–2009                 | MKS Muszynianki Fakro Muszyna                | statystyk        | PlusLiga Kobiet             | złoto           | 2007/2008, 2008/2009 |
| 2009–2010                 | Bank BPS Sparta Warszawa                     | I trener         | Mistrzostwa Polski juniorek | srebro          | 2010/2011            |
| 2010–2011 (do 01.2011)    | SMS PZPS Sosnowiec                           | I trener         |                             |                 |                      |
| 2011                      | Reprezentacja Polski juniorek                | asystent trenera | Mistrzostwa Świata juniorek | 9               | 2011                 |
| 2011                      | Reprezentacja Polski juniorek                | asystent trenera | Mistrzostwa Świata kadetek  | 4               | 2011                 |
| 2011–2013 (od 04.01.2011) | AGH Galeco Wisła Kraków                      | I trener         | II liga                     | brąz            | 2011/2012            |
| 2013–2015 (do 07.02.2015) | KS DevelopRes Rzeszów                        | I trener         | I liga                      | brąz            | 2013/2014            |
| 2015–2018                 | Polski Cukier Muszynianka Muszyna            | asystent trenera |                             |                 |                      |
| 2018–2020 (do 22.12.2020) | Joker Mekro Energoremont Świecie             | I trener         | I liga                      | złoto           | 2018/2019, 2019/2020 |
| 2021–2023 (do 25.10.2023) | Roleski Grupa Azoty PWSZ Tarnów              | I trener         | I liga                      | złoto           | 2021/2022            |
| 2023– (od 15.11.2023)     | KS BAS Kombinat Budowlany Białystok          | I trener         |                             |                 |                      |